# 嘉義市私立輔仁高級中學
嘉義市輔仁中學（簡稱輔仁中學或輔中）緣於1931年天主教聖言會創辦。位於台灣嘉義市東區的完全中學。原本為單純的男性學校，現為男女共學的高級中學。

## 歷史沿革
1931年，天主教聖言會創辦北平輔仁大學附屬中學。
1960年，配合輔仁大學在臺復校，中學也列入復校的考量。
1961年，教會任派當時人在菲律賓傳教的朱秉文神父返國籌辦，擇定校地於嘉義市郊吳鳳路南端八掌溪畔，即現址一帶。
1962年5月，奉臺灣省教育廳核准立案招生，校名為「臺灣省嘉義縣私立輔仁初級中學」，由朱秉文神父擔任第一任校長。同年7月，招收新生入學。
1965年，該學年度第一學期起試辦高中為期一年。
1966年，該學年度第一學期正式設置高中部，並更改校名為「臺灣省嘉義縣私立輔仁中學」。
1979年，依照高級中學法規定於8月1日起改為「臺灣省嘉義縣私立輔仁高級中學」。
1982年7月1日，由於嘉義市升格為省轄市，更改校名為「臺灣省嘉義市私立輔仁高級中學」。

## 歷任校長
| 屆任      | 姓名   | 教會內身份 |
| 1         | 朱秉文 | 神父       |
| 2         | 洪山川 | 神父       |
| 3         | 陳憲一 | 平信徒     |
| 4         | 張日亮 | 神父       |
| 5（現任） | 李國榮 | 平信徒     |

## 籃球隊

### 男籃
籃球隊成立於2015年，由總教練前達欣工程籃球隊黃玟穎領軍，在成立首年先挑戰乙級。隊長：陳致穎；副隊長：魏昱豪

### 女籃
籃球隊成立於2013年，由總教練前達欣工程籃球隊黃玟穎領軍，在成立第五年挑戰甲級，也在挑戰甲級第三年外卡戰先以55：40擊退安樂高中，再以53：43擊敗東泰高中拿到首次預賽門票，雖然最終以5戰全敗收場，對輔仁中學來說算是震撼教育，複賽外卡與對面分組第五滬江高中交手，最終以60：68惜敗結束球季，也在挑戰甲級第四年外卡戰先以68：48擊退民生家商，將下午迎戰忠明高中爭奪預賽門票，雖然整場罰球27罰8中，最終46：43擊退民生家商連續兩年搶下前進高雄預賽門票，複賽外卡與對面分組第五永平高中交手，最終以56：65惜敗結束球季，資格賽外卡與永平高中交手，最終以51：57惜敗無緣連續三季晉級高雄預賽結束球季。112學年度資格賽外卡與新竹高商交手，最終以44：69落敗結束球季。
| 學年度 | 107學年度 | 108學年度 | 109學年度 | 110學年度 | 111學年度  | 112學年度  |
| ------ | --------- | --------- | --------- | --------- | ---------- | ---------- |
| 名次   | 資格賽    | 資格賽    | 12強預賽  | 12強預賽  | 資格賽外卡 | 資格賽外卡 |

## 外部連結
- （繁體中文）官方网站